# AO Kerkira
Athlitikos Omilos Kerkira – grecki klub piłkarski z siedzibą w Korfu, głównym mieście wyspy o tej samej nazwie. Klub został założony w 1967 roku jako Kerkiraikos FC po fuzji trzech zespołów z Korfu (Aris Kerkiras, Helespontos i Asteras Kerkiras). Zespoły te dominowały w rozgrywkach o mistrzostwo wyspy przed założeniem Alpha Ethniki w 1967 roku. W tym samym roku zespoły zdecydowały o fuzji, aby reprezentować wyspę w rozgrywkach krajowej Ligi B (2. ligi). Do 1969 zespół nazywał się Olympos Garitsas. Po 36 latach w niższych ligach Kerkira zdołała awansować do Alpha Ethniki w 2004 roku, jednak szybko spadła. W 2006 zespół wygrał rozgrywki Beta Ethniki i w sezonie 2006/07 występował w Alpha Ethniki. Po sezonie 2007/08 Kerkira po raz kolejny spadła do Beta Ethniki.

## Skład na sezon 2017/2018
| Nr | Poz. | Piłkarz                                      |
| -- | ---- | -------------------------------------------- |
| 2  | OB   | Daniel Adejo                                 |
| 3  | OB   | Nikola Leković                               |
| 4  | OB   | Kostakis Artimatas (wypożyczony z APOEL FC)  |
| 6  | PO   | Nikos Kritikos                               |
| 7  | PO   | Fotis Georgiu                                |
| 9  | NA   | Thuram                                       |
| 10 | PO   | Panajotis Zorbas                             |
| 11 | OB   | Mathieu Gomes (kapitan)                      |
| 13 | BR   | Fotis Kutzawasilis                           |
| 14 | NA   | Jorgos Pamlidis                              |
| 16 | NA   | Emmanuel Mensah                              |
| 17 | OB   | Spyros Spinoulas                             |
| 18 | NA   | Nestoras Mitidis (wypożyczony z AEK Larnaka) |
| 19 | NA   | Aleksandros Kontos                           |
| 21 | OB   | Antonis Anastasiu                            |

| Nr | Poz. | Piłkarz                   |
| -- | ---- | ------------------------- |
| 22 | PO   | Stefanos Siontis          |
| 23 | PO   | Martín Rolle              |
| 24 | OB   | Janis Joanu               |
| 25 | OB   | Sotiris Balafas           |
| 26 | PO   | Denis Epstein             |
| 31 | BR   | Nikos Janakopulos         |
| 42 | BR   | Andreas Kolowuris         |
| 55 | OB   | Christos Gromitsaris      |
| 70 | OB   | Lorenzo Menicagli         |
| 71 | BR   | Thomas Triantafilos       |
| 77 | NA   | Konstandinos Jorgakopulos |
| 88 | PO   | Queven                    |
| 92 | PO   | Fábio Nunes               |
| 96 | NA   | Matheus Vargas            |
| 99 | NA   | Antonis Gerekos           |

## Strony klubowe
- Oficjalna strona klubu (gr.)